# Suntribe
Suntribe è un gruppo musicale femminile estone, formato interamente da studentesse, che nel 2005 hanno rappresentato l'Estonia all'Eurofestival tenutosi a Kiev, in Ucraina.

## Storia del gruppo
Il gruppo ha partecipato all'Eurovision Song Contest 2005 dopo aver vinto l'Eurolaul, il concorso nazionale annuale di preselezione per partecipare alla manifestazione europea, vincendo la competizione con la canzone Let's Get Loud (scritta da Sven Lõhmus). Il loro rivale più temibile era costituito da uno dei loro stessi membri, Laura Põldvere, che partecipava alla competizione come solista con la sua canzone Moonwalk con la quale ha avuto 9906 voti. Tuttavia, per il terzo anno consecutivo, il televoto ha confermato la predilezione del pubblico estone per le girl-band, attribuendo alle Suntribe 10583 voti, permettendo loro di staccare il biglietto per Kiev.
Immediatamente dopo la manifestazione, il gruppo ha pubblicato un secondo singolo dal titolo 	Ei Tunne Mind, per poi sciogliersi poco dopo.

## Formazione
Il gruppo originario era formato da quattro ragazze: 
- Mari-Leen Kaselaan
- Rebecca Kontus
- Laura Põldvere
- Jaanika Vilipo

In seguito si è unita una quinta componente, Daana Ots.

## Discografia

### Singoli
- 2005 – Let's Get Loud
- 2005 – Ei tunne mind